# Гонселерсдейк
Гонселерсдейк (нід. Honselersdijk) — село в нідерландській провінції Південна Голландія. Входить до муніципалітету Вестланд.
Відоме існуванням палацу, який був у 16-18 сторіччях однією із резиденцій Принців Оранських.

## Галерея

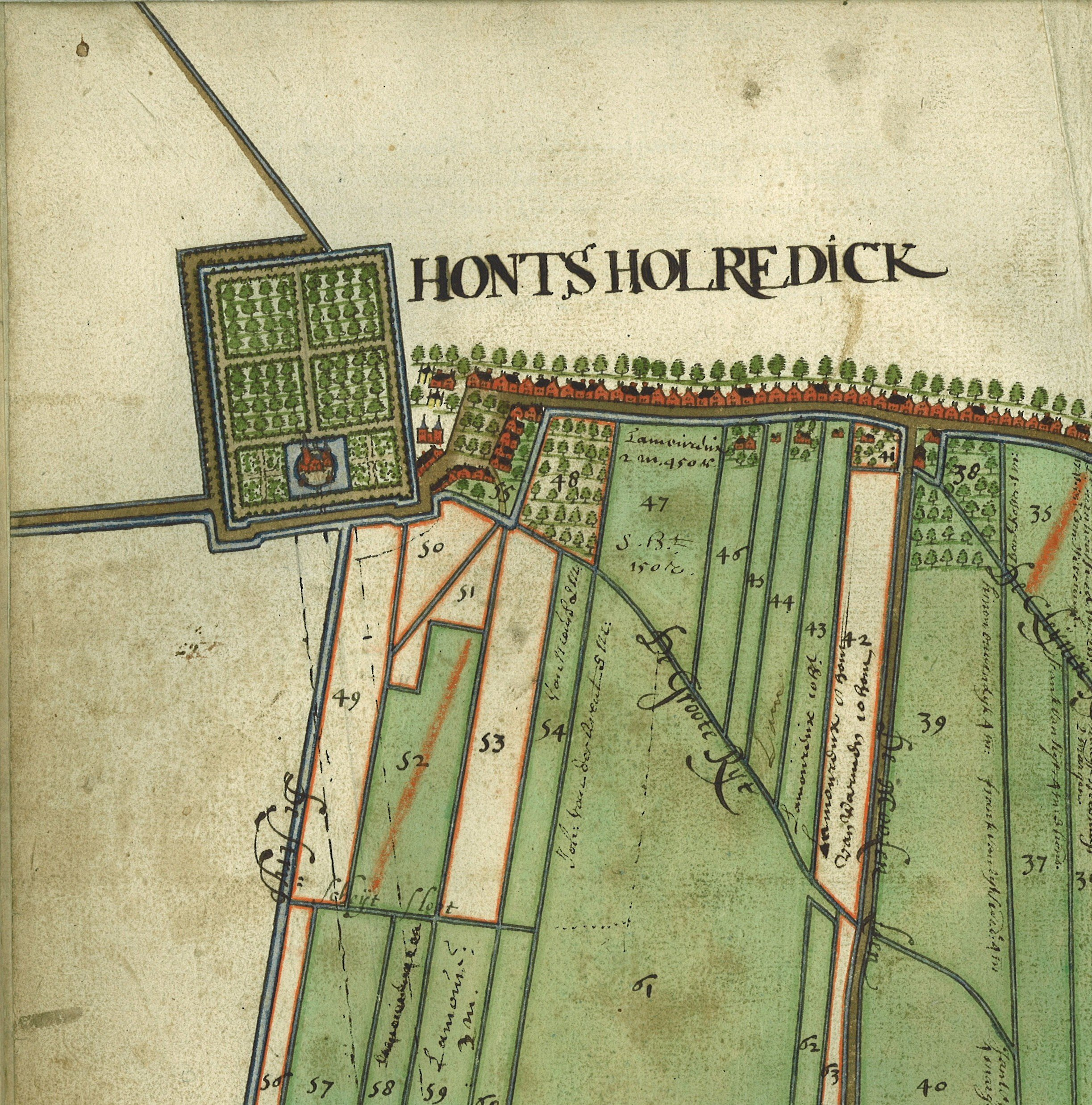
Історична мапа Гонселерсдейка (1620)
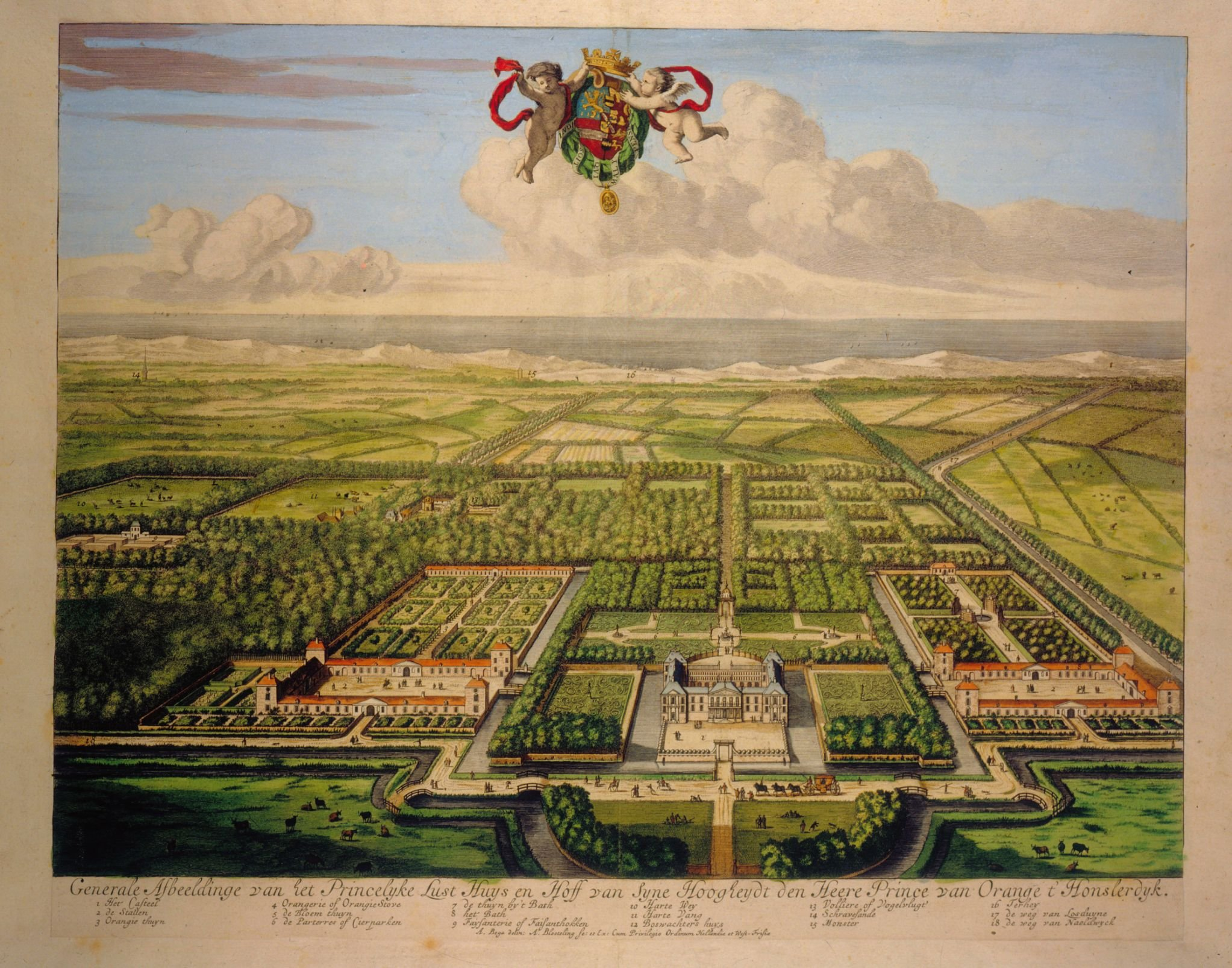
Палац Гонселерсдейк
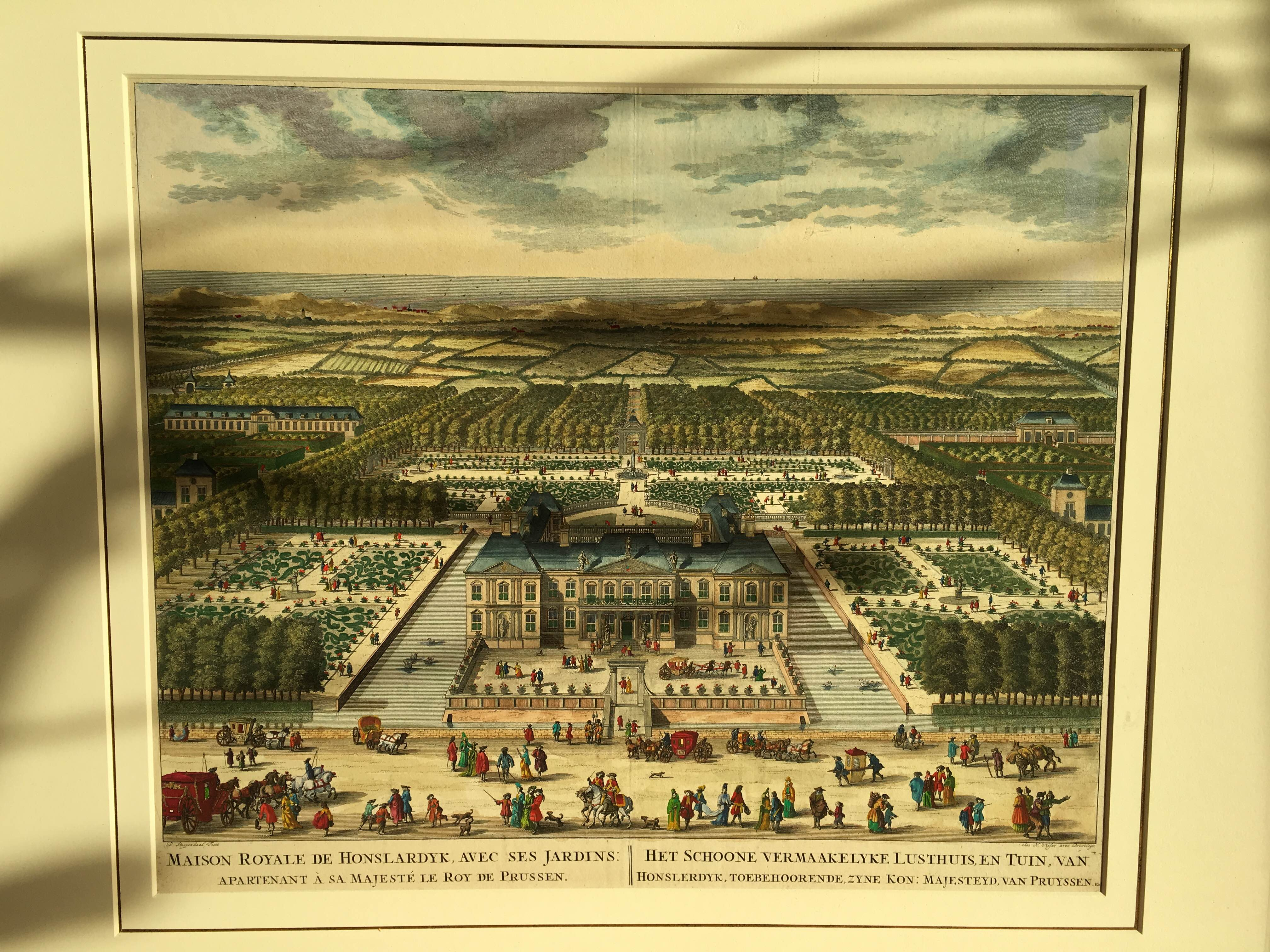
Палац Гонселерсдейк
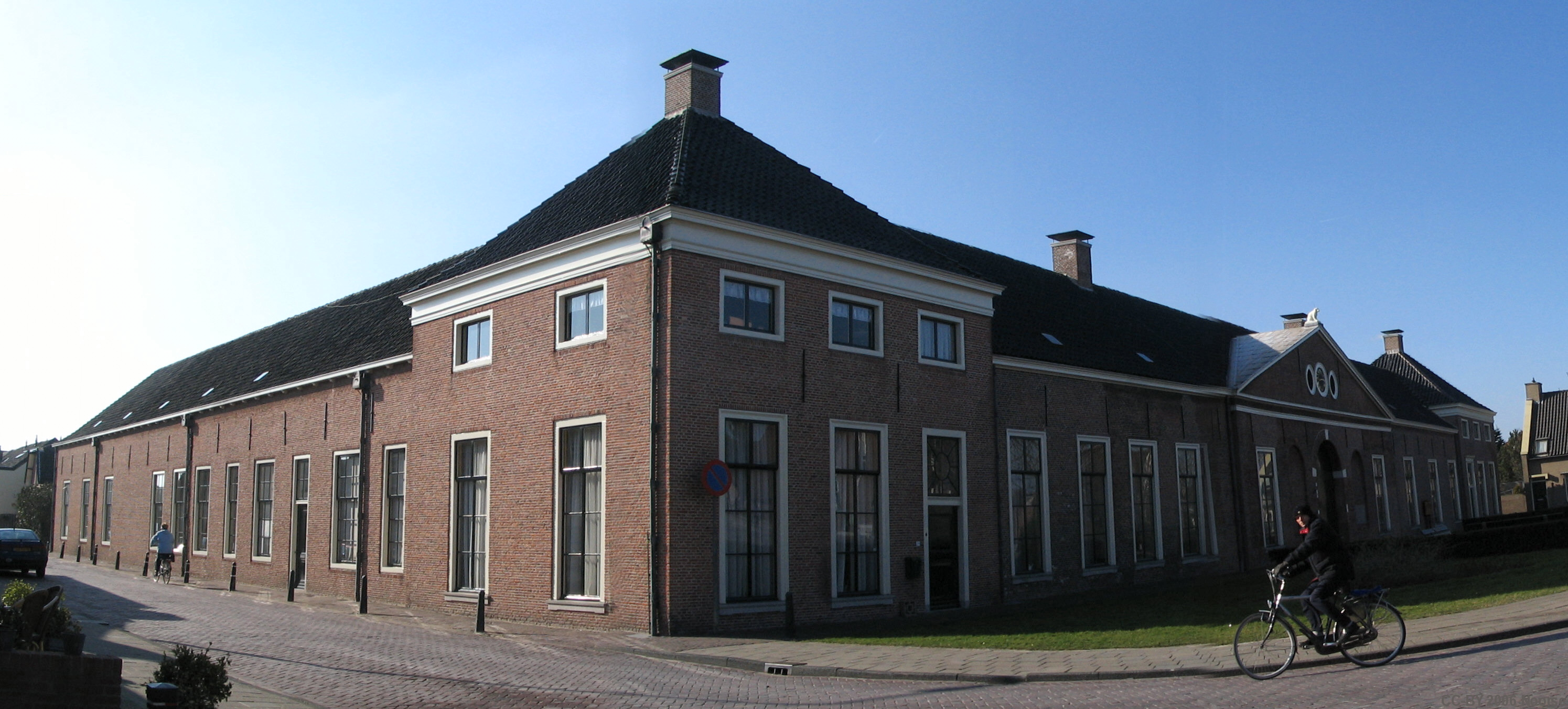
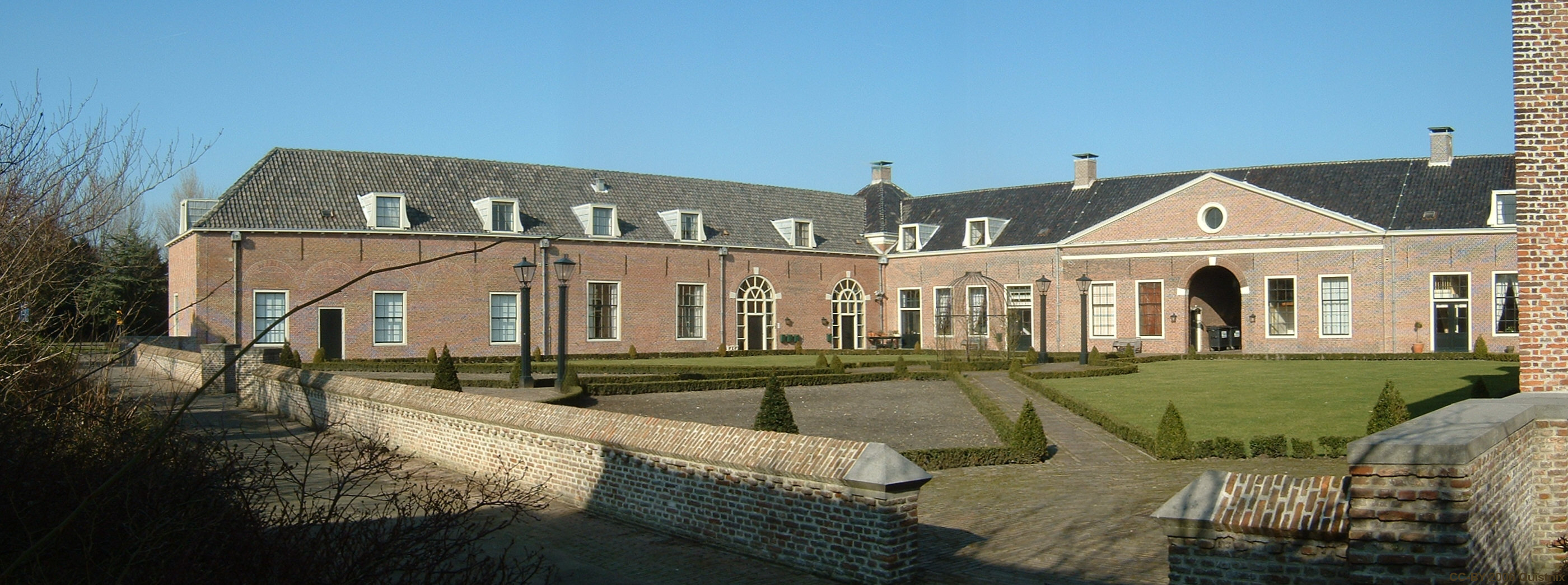